# Wardell "Poochie" Fouse
 (juin 2023).
La mise en forme du texte ne suit pas les recommandations de Wikipédia : il faut le « wikifier ».
Les points d'amélioration suivants sont les cas les plus fréquents :
- Les titres sont pré-formatés par le logiciel. Ils ne sont ni en capitales, ni en gras.
- Le texte ne doit pas être écrit en capitales (les noms de famille non plus), ni en gras, ni en italique, ni en « petit »…
- Le gras n'est utilisé que pour surligner le titre de l'article dans l'introduction, une seule fois.
- L'italique est rarement utilisé : mots en langue étrangère, titres d'œuvres, noms de bateaux, etc.
- Les citations ne sont pas en italique mais en corps de texte normal. Elles sont entourées par des guillemets français : « et ».
- Les listes à puces sont à éviter, des paragraphes rédigés étant largement préférés. Les tableaux sont à réserver à la présentation de données structurées (résultats, etc.).
- Les appels de note de bas de page (petits chiffres en exposant, introduits par l'outil «  Source ») sont à placer entre la fin de phrase et le point final[comme ça].
- Les liens internes (vers d'autres articles de Wikipédia) sont à choisir avec parcimonie. Créez des liens vers des articles approfondissant le sujet. Les termes génériques sans rapport avec le sujet sont à éviter, ainsi que les répétitions de liens vers un même terme.
- Les liens externes sont à placer uniquement dans une section « Liens externes », à la fin de l'article. Ces liens sont à choisir avec parcimonie suivant les règles définies. Si un lien sert de source à l'article, son insertion dans le texte est à faire par les notes de bas de page.
- La présentation des références doit suivre les conventions bibliographiques. Il est recommandé d'utiliser les modèles {{Ouvrage}}, {{Chapitre}}, {{Article}}, {{Lien web}} et/ou {{Bibliographie}}. Le mode d'édition visuel peut mettre en forme automatiquement les références.
- Insérer une infobox (cadre d'informations à droite) n'est pas obligatoire pour parachever la mise en page.

Pour une aide détaillée, merci de consulter Aide:Wikification.
Si vous pensez que ces points ont été résolus, vous pouvez retirer ce bandeau et améliorer la mise en forme d'un autre article.
Wardell Fouse (22 juillet 1960 - 24 juillet 2003), également connu sous les pseudonymes de Darnell Bolton et de Poochie, était un membre du gang des Bloods qui fut impliqué dans le meurtre de Notorious B.I.G. Cependant, Fouse trouva la mort avant même que la police ne put prouver son implication, ce qui fait qu'aucune accusation ne fut jamais portée contre lui.

## Jeunesse et premières activités criminelles
Wardell Fouse est né dans le Kentucky et déménagea alors qu'il était enfant, à Compton avec sa famille, où il devint membre des Mob Pirus, un sous-groupe du gang de rue, Bloods. Il y acquit le surnom de "Poochie".
Plus tard, Fouse se lia d'amitié avec Suge Knight, également affilié au gang des Bloods et fondateur du label Death Row Records.
Le 11 février 1975, Fouse, âgé de 14 ans, visa avec un fusil de chasse, la maison de Sophronia Johnson, après avoir perdu une bagarre avec son fils. Lorsqu'il fut interrogé par la police, le lendemain, Fouse a admis qu'il avait tiré avec le fusil de chasse.
En janvier 1991, Fouse fut recherché pour son implication présumée dans une intrusion de domicile à San Bernardino, au cours de laquelle un homme avait été assassiné et sa petite amie abattue d'une balle dans la tête et laissée pour morte.
En 1994, Reggie Wright Jr, qui deviendra plus tard le chef de la sécurité de Death Row Records, arrêta Fouse pour détention d'un kilogramme de cocaïne et d'une arme d'assaut.

## Lien avec Death Row Records
Poochie travailla comme garde du corps au sein Death Row Records et quelque temps avant le meurtre de The Notorious B.I.G, Knight lui offrit une Chevrolet Impala, pour le remercier.
Dans son livre "Murder Rap", l'ancien détective du LAPD, Greg Kading affirma qu'en 1995, un aspirant rappeur des Bounty Hunters Bloods nommé William "Rat" Ratcliffe faisait pression sur Suge Knight pour qu'il le signe chez Death Row Records. Un jour, Ratcliffe, avec 10 autres membres de son gang, a acculé Knight dans une salle de bain. Après cet incident, Ratcliffe a été assassiné par Fouse, sur les ordres de Knight, en représailles.

## Meurtre de Christopher "Biggie Smalls" Wallace
Wallace part pour Los Angeles en février 1997, afin de faire la promotion de son second album et du clip vidéo de son titre Hypnotize. L'album, Life After Death, est prévu pour le 25 mars 1997.
Dans la soirée du 8 mars 1997, il assiste à la cérémonie des Soul Train Music Awards, au cours de laquelle il remet un prix à Toni Braxton. Hué par une partie du public lorsqu'il est monté sur scène, c'est sans enthousiasme, mais surtout pour Puff Daddy, qu'il se joint à une soirée organisée par le magazine Vibe. Accompagné par Lil' Cease (membre de Junior M.A.F.I.A) et Combs, il en sort vers 0 h 30.
Afin de regagner leur hôtel, B.I.G. s'assied à l'avant d'un premier 4x4 avec Lil' Cease, tandis que Puff Daddy monte dans le second accompagné de ses trois gardes du corps. La voiture, après avoir roulé cinquante mètres, s'arrête à un feu rouge. Il est 00h45, ce 9 mars 1997, lorsqu'une Chevrolet Impala vient s'arrêter à la droite de la GMC Yukon de Biggie Smalls.
Son conducteur baisse la vitre et tire cinq coups de feu, dont quatre touchent le rappeur à la poitrine. Transporté d'urgence par ses proches au centre médical Cedars-Sinai, il est déclaré mort à 1 h 15.
Le meurtre de Notorious B.I.G. produit une onde de choc considérable dans le pays, d'autant plus qu'il fait directement écho à celui de Tupac Shakur, assassiné six mois plus tôt dans des circonstances similaires. L'autopsie de Notorious B.I.G. est révélée au public plus d'une décennie après sa mort, en décembre 2012. Selon le rapport, trois des tirs n’étaient pas mortels. Une des balles a frappé Biggie à l’avant bras et est allée se loger dans son poignet. Un autre projectile est entré dans le dos et est ressorti par l’épaule gauche sans toucher aucun organe vital. Un troisième tir a transpercé la cuisse gauche de part en part, ressortant par son côté intérieur. Quant à la balle mortelle, elle est entrée par le côté droit de la hanche du rappeur, elle aurait perforé le colon de Christopher Wallace, son foie, son cœur et le lobe supérieur de son poumon gauche, pour finalement s’immobiliser dans son épaule.

## Enquête de Russell Poole
Après la mort de Wallace, il y eut beaucoup de spéculations selon lesquelles le meurtre était lié à la fusillade de Tupac Shakur, survenue 6 mois plus tôt à Las Vegas. Wallace et Shakur étaient tous deux des figures centrales de la querelle East Coast/West Coast.
Le détective Russell Poole du LAPD mena l'enquête initiale sur le meurtre. Après plusieurs mois d'enquête, Poole soupçonna Suge Knight d'avoir engagé l'officier du LAPD, David Mack, ainsi que l'ami de Mack, Amir Muhammad, pour commettre le meurtre. Muhammad, qui n'était pas un suspect officiel à l'époque, accepta de se soumettre à un interrogatoire pour blanchir son nom.
Dans l’orbite de Mack, l’inspecteur tombe sur un certain Rafael Perez, membre du CRASH. Il découvre que Perez a secrètement prêté allégeance au gang des Bloods et fréquente assidûment Death Row. Poole finit par serrer lui-même Perez pour le vol d’un lot de cocaïne placé sous scellé par la brigade des stups. Selon Poole, toutes les pistes de l’assassinat de Biggie conduisent dans la même direction : Suge Knight est le commanditaire, des policiers corrompus qui lui sont fidèles ont assuré la logistique et les opérations.
Poole envoya ses conclusions au chef du département de police de Los Angeles, Bernard Parks, qui ordonna de cesser toutes les enquêtes sur l'officier Mack. Pour protester contre la gestion de l'affaire par Parks et le LAPD, Poole prit sa retraite, en 1999. En conséquence, l'affaire fut au point mort.

## Enquête de Greg Kading
L'enquête fut rouverte en 2006 et dirigée par le détective Greg Kading. Son enquête a conclu que Wallace avait été abattu par Wardell "Poochie" Fouse, que Suge Knight avait contacté par l'intermédiaire de sa petite amie d'alors, Theresa Swann.
Après que Swann ait avoué être impliqué dans le meurtre, le FBI l'a envoyée rencontrer Suge Knight en prison, tout en portant un micro, afin de lui arracher des aveux. Cependant, Knight n'a rien dit d'incriminant lors de la visite.

## Mort
Wardell Fouse est décédé le 24 juillet 2003, deux jours après son 43e anniversaire, après avoir reçu 10 balles dans le dos, alors qu'il conduisait sa moto à Compton.
Le détective Greg Kading a suggéré que Fouse avait été tué à la suite d'une querelle entre deux groupes de Blood, les Mob Pirus et un autre gang connu sous le nom de Fruit Town Pirus.
Dans leur livre "Il était une fois à Compton", Tim Brennan et Robert Ladd affirment que Fouse a été tué par Rodrick Cardale "Lil Rod" Reed des Fruit Town Piru, qui a utilisé un AK-47.
Fouse fut enterré au cimetière d'Inglewood Park.

## Interprétation
Dans l'épisode 10 de la série Unsolved (2018), la mort de Wardell Fouse est représentée. Il est interprété par Harry Fowler.
Dans le film City of Lies (2018), il est mentionné par le commandant Fasulo (Peter Greene), qui dit à Jack (Forest Whitaker), que Wardell Fouse était un "Mob Piru Blood que Suge Knight a payé pour tuer Biggie". De plus, une image de Fouse est visible sur le mur du détective Poole (Johnny Depp) lorsque Jack entre dans l'appartement de Poole.